# Marosvásárhelyi Rádió
Marosvásárhelyi Rádió (Radio Târgu Mureș) is een publiek radiostation in Roemenië dat uitzendt in de Hongaarse taal vanuit Târgu Mureș. De zender maakt onderdeel uit van de Nationale publieke radio-omroep van Roemenië Radio România
De zender is te ontvangen in de districten Covasna, Brasov, Harghita en Mures. Het is de zusterzender van het Roemeenstalige Radio Târgu Mureș en richt zich op de Hongaren in het Szeklerland.

## Geschiedenis
Het radiostation begon met uitzenden in 1958 met een dagelijks programma van 45 minuten. Hiervan waren er 30 minuten in het Roemeens en 15 minuten in het Hongaars. In 1968 groeide het naar 2 uren per dag. In 1984-85 was er sprake van 3 uur per dag. In 1985 sloten alle regionale zenders in Roemenië na een besluit van de communistische regering.
In 1989 werd de zender weer tot leven gewekt na de revolutie in Roemenië. De zender groeide en kon dagelijks een programma van 5 uur samenstellen. In 2001 groeide het tot 7 uur per dag. In 2013 werd bij het 55 jarig bestaan een splitsing doorgevoerd door twee zenders te maken, een Hongaarstalige zender waarbij het aantal uitzenduren uitgebreid naar 15 uur per dag (en daarnaast nog een uur Duitstalig en een uur in de taal van de Roma). Daarnaast is er een Roemeenstalige zusterzender. 
Beide zenders zenden tegenwoordig 24 uur per dag uit.

## Frequenties
FM
- 92,3 MHZ (Gheorgheni / Gyergyószentmiklós)
- 96 MHZ (Târgu Mureș / Marosvásárhely)
- 106,8 MHZ (Harghita-Băi / Hargitafürdő)

AM
- 1323 KHZ (Ernei / Nagyernye)

Zusterzender is Antena Brașovului die vanuit de stad Brașov het gehele Roemeenstalige programma van Radio Târgu Mureș doorgeeft en in twee blokken in de ochtend en avond een eigen regionaal nieuws, cultuur en sportprogramma uitzendt vanuit de eigen studio.